# Princesse Chang Ping
Pour plus de détails, voir Fiche technique et Distribution.
Princesse Chang Ping (帝女花, Di nü hua) est un film hongkongais réalisé par John Woo et sorti en 1976. Il s'agit d'une adaptation de l'opéra cantonais de 1957 Di Nü Hua de Tang Ti-sheng

## Synopsis
Le jour des fiançailles de la princesse Chang Ping, fille de l'empereur Chongzhen, le royaume est attaqué par des rebelles. L'empereur ordonne alors ses deux épouses de se suicider. Il tue ses enfants avant de se donner la mort. Chang Ping survit par miracle à ce massacre. Elle est conduite dans un couvent où son fiancé essaiera de la rejoindre.

## Fiche technique
Sauf indication contraire, les informations mentionnées dans cette section peuvent être confirmées par la base de données cinématographiques IMDb,  présente dans la section « Liens externes ».
- Titre français : Princesse Chang Ping
- Titre original : Di nü hua (帝女花)
- Titre anglophone : Princess Chang Ping
- Réalisation : John Woo
- Scénario : John Woo, d'après l'opéra cantonais de 1957 Di Nü Hua de Tang Ti-sheng
- Musique : Joseph Koo
- Photographie : Yazou Zhang
- Production : Louis Sit et Raymond Chow
- Sociétés de production : Golden Harvest Company et Golden Phoenix Production
- Pays d'origine : Hong Kong
- Format : Couleurs - 2,35:1 - Mono - 35 mm
- Genre : drame musical
- Langue originale : cantonais
- Durée : 102 minutes
- Dates de sortie[1] :
  - Hong Kong : 30 janvier 1976

## Distribution
- Lung Kim sung (zh-yue) : le prince consort Chow Shih Hsien
- Mui Shuet-shi : la princesse Chang Ping, fille de l'empereur Ming Chongzhen